# Charles Jenkins
Pour les articles homonymes, voir Charles Jenkins (homonymie) et Jenkins.
Charles Lamont « Chip » Jenkins Jr. (né le 9 avril 1964 à New York) est un athlète américain spécialiste du 400 mètres. Son père qui l'entrainait, Charlie Jenkins, fut champion olympique dans la même discipline que lui : sur 4 × 400 mètres.

## Carrière

### Palmarès
| Date | Compétition                    | Lieu      | Résultat | Épreuve        | Performance   |
| ---- | ------------------------------ | --------- | -------- | -------------- | ------------- |
| 1991 | Championnats du monde en salle | Séville   | 4e       | 400 mètres     | 47 s 18       |
| 1991 | Championnats du monde en salle | Séville   | 2e       | 4 × 400 mètres | 3 min 03 s 24 |
| 1992 | Jeux olympiques d'été          | Barcelone | 1er      | 4 × 400 mètres | —             |
| 1992 | Coupe du monde des nations     | La Havane | 3e       | 400 mètres     | 46 s 10       |

### Records
| Épreuve    | Performance | Lieu      | Date         |
| ---------- | ----------- | --------- | ------------ |
| 400 mètres | 46 s 10     | La Havane | 25 juin 1992 |